# هزارسم
هزارسم، روستایی است از توابع بخش کجور شهرستان نوشهر در استان مازندران ایران حدود ۳ کیلومتر بعد از روستای دشت نظیر. درآمد مردم این روستا دامداری و کشاورزی است و اکثراً در این روستا خونه‌ها به صورت خونه باغ هست و بیشتر باغ گیلاس دارد که میوه‌هایی چون گردو هلو سیب گلابی آلوزرد به و… هم در کنارش وجود دارد
این روستا حدود ۲۰ کیلومتر با شهر پول (مرکز بخش کجور) و ۴۰ کیلومتر با شهر چالوس و ۴۸ کیلومتر با شهر نوشهر فاصله دارد.

## جمعیت
این روستا در دهستان پنجک‌رستاق قرار دارد و براساس سرشماری مرکز آمار ایران در سال ۱۳۸۵، جمعیت آن ۵۶ نفر (۱۸خانوار) بوده‌است. مردم هزارسم از قومیت طبری هستند. مردم هزارسم به زبان طبری با گویش کجوری سخن می‌گویند.